# 李白春
李白春（16世紀—17世紀），字幼白，别號瑶圃，南直隸蘇州府崑山縣民籍，明朝、南明政治人物。

## 生平
李白春是萬曆四十三年（1615年）乙卯科應天舉人，次年（1616年）聯捷丙辰科進士，獲授錢塘知縣，得同鄉顧秉謙引薦入朝，擔任吏部文選主事、員外郎；天啟六年（1626年）三月，吏部題陸文選司員外李白春為稽勛司郎中。得旨：李白春作令貪婪不得，考選倒身門戶，求周宗建、蔣允儀、山人姜大綬薦，投趙南星門下，厚賂钻營，陪推吏部。及夏嘉遇罪斥，白春遂傳衣缽，納賄招權，丑聲載道，久屬漏綱，豈容復濫正郎，著削了籍為民，仍追奪誥命。
後來李白春得起用為浙江嘉湖副使，弘光帝繼位後遷任光祿寺丞；南京失陷，他為守衛崑山城在真義起兵，抵擋蘇州的清兵。之後他因戰敗前往紹興，超擢為戶部尚書，推薦董守諭司餉稱得人。次年（1646年）他調官吏部尚書，紹興淪陷後歸里，杜門不出，九十二歲去世。

## 家族
曾祖李茂。祖父李岳。父李曉。

## 引用
1. ↑  《萬曆四十四年丙辰科進士履歷》：李白春，瑶圃，易二房，壬辰八月初二日生。崑山县人，乙卯三十四，会二百五十八，三甲二百十八名。都察院政，丁巳授開化知县，己未調钱塘知县，辛酉本省同考，壬戌升职方司主事，甲子補稽勋司主事，乙丑調验封司，本年調考功司，丙寅調文选，本年升文选司员外，为民。戊辰復职，補給诰命。
2. 1 2  錢海岳《南明史·卷八十一·列傳第五十七》：李白春，字幼白，崑山人。萬曆四十四年進士，授錢塘知縣，歷文選主事、員外郎。初鄉人顧秉謙引入銓，以無貨報，削籍。久之，起嘉湖副使。安宗立，遷光祿丞。南京亡，崑山城守，起兵真義，扼蘇州清兵。戰敗至紹興，超擢戶部尚書。薦董守諭司餉，時稱得人。明年，調吏部。紹興亡，歸里杜門，卒年九十二。
3. ↑  道光《崑新兩縣志·卷十六·選舉表二》：萬厯四十三年乙卯科（舉人）……李白春 見進士